# Beate Kühn
Beate Kühn ist eine ehemalige deutsche Handballspielerin. Sie wurde 1975 mit der DDR-Nationalmannschaft Weltmeisterin.

## Vereinskarriere
Beate Kühn spielte beim SC Leipzig in der höchsten Spielklasse der Deutschen Demokratischen Republik, der Oberliga.
Mit dem Leipziger Verein stand sie im Finale des Europapokals der Landesmeister 1976/1977 und wurde DDR-Meisterin in der Spielzeit 1977/1978.

## Nationalmannschaft
Für die DDR-Nationalmannschaft nahm sie an der Weltmeisterschaft 1975 in der Sowjetunion teil und wurde mit dem Team Weltmeister, wobei sie in zwei Spielen drei Treffer zum Erfolg beisteuerte.